# Spirostreptus tristis
Spirostreptus tristis är en mångfotingart som beskrevs av Carl Oscar von Porat 1888. Spirostreptus tristis ingår i släktet Spirostreptus och familjen Spirostreptidae. Inga underarter finns listade i Catalogue of Life.